# Abschiedskragen

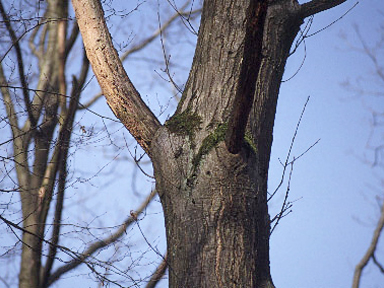
Gut sichtbare Abschiedskragen

Als Abschiedskragen bezeichnet man den wulstigen Rand, den ein Baum um einen Ast direkt an seinem Stamm bildet, bevor der Ast abgestoßen wird. Der Prozess dieser Abschottung kann über mehrere Jahre dauern. Der Abschiedskragen geht aus dem Astkragen (Astring) hervor.
Auch nach dem Baumschnitt bildet sich ein analoger Wulst um die Wunde, der eine Abschirmung vor Infektionen oder Schädlingen darstellt (siehe Wundholz).
Wächst ein Baum weit in die Höhe, kommt es vor, dass die älteren und weiter unten gelegenen Äste nicht mehr ausreichend Licht bekommen. Fehlen die Blätter (und damit die Wasserverdunstung) findet kein Saftstrom von den Wurzeln her statt. Dadurch stirbt der Ast langfristig ab. Im Bereich des sogenannten Abschiedskragens staut sich der Saft. Der Abschiedskragen hat am Ende eine scharfe Kerbe, die eine Sollbruchstelle im abzuwerfenden Ast bewirkt. Hier bricht der Ast später aufgrund des Gewichts und der Versprödung des ausgetrockneten Holzes oder durch Wind- oder Schneeeinwirkung ab.

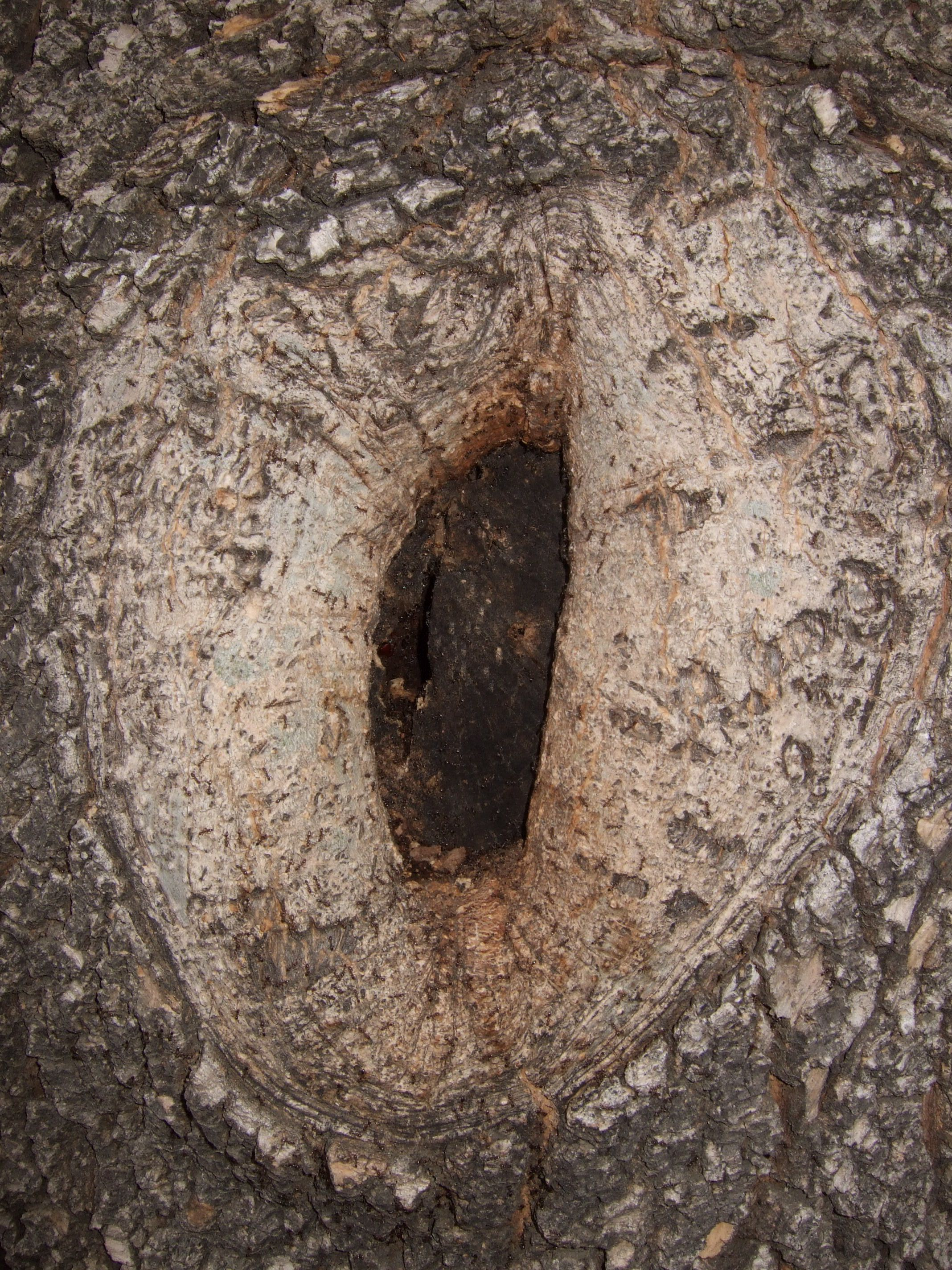
Wenn der Abschiedskragen u. a. aufgrund falscher Schnittführung zu lange braucht, die freiliegende Stelle zu verschließen, kann es zum Faulen des Baumstamms kommen

Beim Beschneiden ist darauf zu achten, den Ast oberhalb des Astrings mit der kleinstmöglichen Schnittfläche abzusägen. Eine Verletzung führt zu gravierenden Schäden, weil der Bereich des Kragens selbst gut versorgt ist.